# Wohn- und Wirtschaftsgebäude Sandinger Weg 76
Das Wohn- und Wirtschaftsgebäude Sandinger Weg 76 am Seepark im niedersächsischen Nordenham-Einswarden/Friedrich-August-Hütte im Landkreis Wesermarsch stammt aus dem späten 18. Jahrhundert. Aktuell (2024) wird es als Wohnhaus und Tierpension genutzt.
Das Gebäude steht unter Denkmalschutz (siehe auch Liste der Baudenkmale in Nordenham).

## Beschreibung
Das eingeschossige traufständige verklinkerte Hallenhaus mit reetgedecktem Krüppelwalmdach, Niedersachsengiebel sowie durch Klinkersteine gerahmten segmentbogigen Öffnungen wurde 1778 gebaut. Auf dem Hof stehen weitere nicht denkmalgeschützte Anlagen.
Das Landesdenkmalamt befand zur Bedeutung: „geschichtlich, wissenschaftlich“.